# Schmidmühlen
Schmidmühlen là một đô thị ở huyện Amberg-Sulzbach bang Bayern nước Đức. Đô thị Schmidmühlen có diện tích 25,33 km², dân số thời điểm ngày 31 tháng 12 năm 2006 là 2476 người.